# Lisa del Bo
Lisa del Bo, nacida Reinhilde Goossens (Mopertingen, municipalidad de Bilzen, Bélgica, 9 de junio de 1961), es una cantante belga popular en su país y en Alemania. Lisa del Bo canta en flamenco, además de haber grabado canciones en otras lenguas. 
Representó a Bélgica en el Festival de la Canción de Eurovisión 1996 con la canción "Liefde is een kaartspel", finalizando en 16.ª posición.
Ha grabado un dúo con el tenor belga Helmut Lotti.

## Singles
- 1991 "Maar nu, wat doe ik zonder jou" (Madame)
- 1992 "Liefde" (Lidia a Mosca)
- 1993 "Vlinder"
- 1993 "Ergens"
- 1994 "Leef nu met een lach"
- 1994 "Eindeloos"
- 1995 "Mijn hart is van slag"
- 1995 "Van alles"
- 1996 "Liefde is een kaartspel"
- 1996 "Morgen"
- 1996 "Roosje"
- 1997 "Alleen voor jou"
- 1998 "Eenzam zonder jou" - con Bart Kaell
- 1998 "Met 16 kan je nog dromen"
- 1998 "De drie klokken"
- 1999 "Zeldzaam gevoel"
- 2000 "Nooit op zondag"
- 2003 "Tussen Heist en de Ardennen" - con Willy Sommers y Luc Steeno
- 2004 "Jij"